# レギオナルリーガ・ズュートヴェスト
レギオナルリーガ・ズュートヴェスト（独: Fußball-Regionalliga Südwest）は、ドイツ・ラインラント＝プファルツ、ザールラント、ヘッセン、バーデン＝ヴュルテンベルクの各州におけるアマチュアサッカーリーグである。

## 歴史

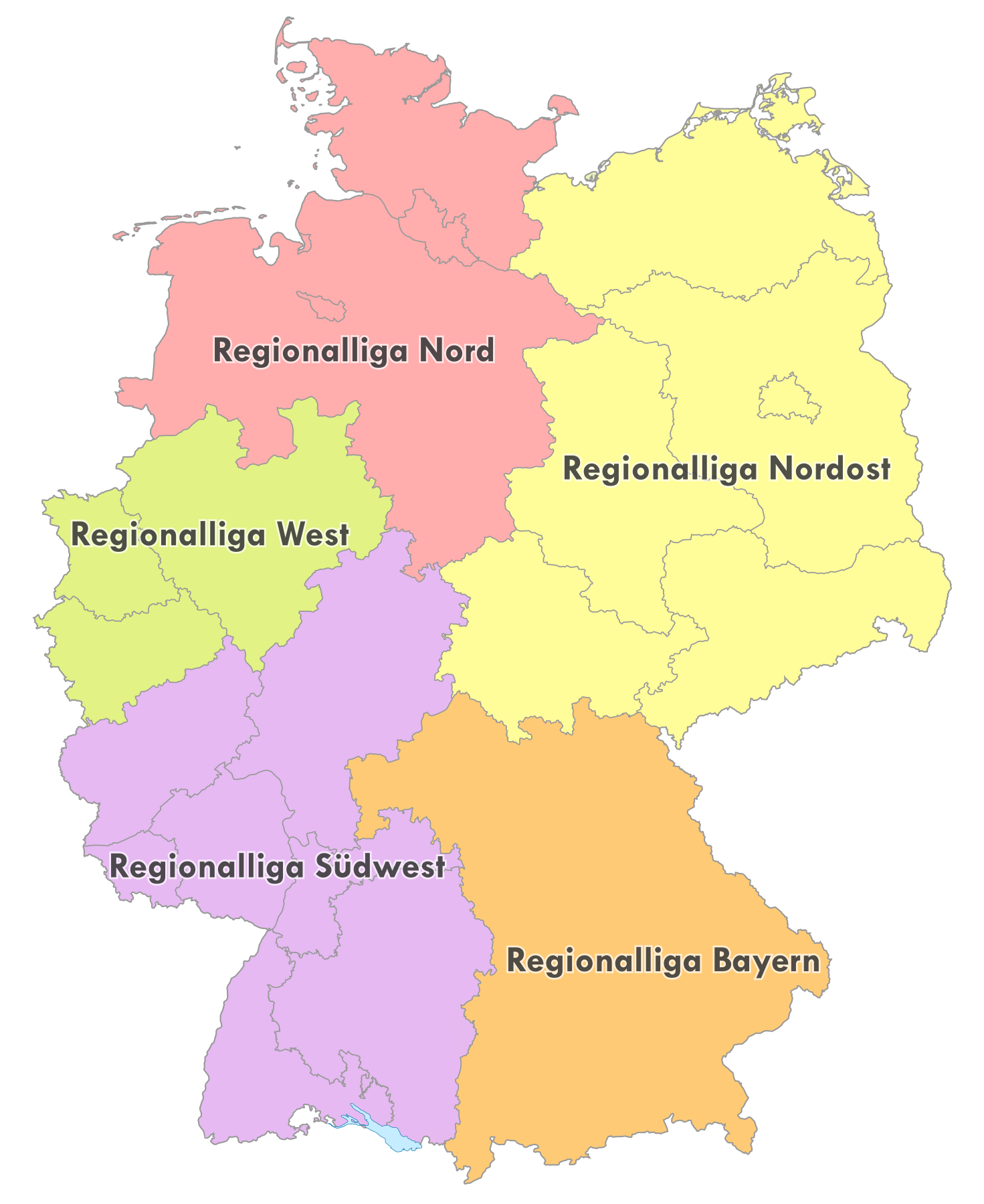

レギオナルリーガ・ズュートヴェストは1963年に西ドイツリーグ2部を構成として創設。
1974年、ブンデスリーガ2部を新設されるためレギオナルリーガ・ズュートヴェストを廃止。
2012年、レギオナルリーガ・ズュートヴェスト再編。

## 所属クラブ
2024-25シーズン
| クラブ （原語表記）                                                                           | ホームタウン                       | ホームスタジアム （ホームゲーム開催予定のスタジアム）          | 収容人数 | 前年度成績                                                                 |
| --------------------------------------------------------------------------------------------- | ---------------------------------- | -------------------------------------------------------------- | -------- | -------------------------------------------------------------------------- |
| SCフライブルクⅡ （Sport-Club Freiburg e.V. II）                                               | フライブルク                       | シュヴァルツヴァルト・シュタディオン                           | 24,000   | 3. リーガ20位                                                              |
| シュトゥットガルター・キッカーズ （Sportverein Stuttgarter Kickers e.V.）                     | シュトゥットガルトデーガーロホ地区 | ヴァルダウ＝シュタディオン                                     | 11,408   | 2位                                                                        |
| TSG1899ホッフェンハイムII （Turn‑und Sportgemeinschaft Hoffenheim 1899 e.V. II）              | ジンスハイムホッフェンハイム地区   | ディートマール＝ホップ＝シュタディオン                         | 6,350    | 3位                                                                        |
| SGVフライベルク・フースバル （Sport- und Gesangsverein Freiberg Fußball e.V.）                | フライベルク                       | ヴァーゼンシュタディオン                                       | 4,000    | 4位                                                                        |
| FC 08ホンブルク （Fußball-Club 08 Homburg-Saar e.V.）                                         | ホンブルク                         | ヴァルトシュタディオン・ホンブルク                             | 16,488   | 5位                                                                        |
| アイントラハト・フランクフルトII （Eintracht Frankfurt e.V. II）                              | フランクフルト                     | アホーン・キャンプ・シュポルトパルク                           | 2,530    | 6位                                                                        |
| SGバロックシュタット・フルダ＝レーネルツ （Sportgemeinschaft Barockstadt Fulda-Lehnerz e.V.） | フルダレーネルツ地区               | シュポルトパルク・ヨハニザウ                                   | 5,000    | 7位                                                                        |
| 1.FSVマインツ05 II （1. Fußball- und Sportverein Mainz 05 e.V. II）                           | マインツ                           | ブルフヴェークシュタディオン                                   | 7,378    | 8位                                                                        |
| FSVフランクフルト （Fußballsportverein Frankfurt 1899 e.V.）                                  | フランクフルト                     | PSDバンク・アレーナ                                            | 12,542   | 9位                                                                        |
| KSVヘッセン・カッセル （Kasseler Sport-Verein Hessen e.V.）                                   | カッセル                           | アウエシュタディオン                                           | 18,737   | 10位                                                                       |
| キッカーズ・オッフェンバッハ （Offenbacher Fußball Club Kickers 1901 e.V.）                   | オッフェンバッハ                   | シュタディオン・アム・ビーベラー・ベルク                       | 20,500   | 11位                                                                       |
| TSVシュタインバハ・ハイガー （Turn-und Sportverein Steinbach 1921 e.V.）                      | ハイガーシュタインバハ地区         | SIBRE-シュポルトツェントルム・ハールヴァーゼン・ハイガー       | 4,990    | 12位                                                                       |
| バーリンガーSC （Bahlinger Sportclub e.V.）                                                   | バーリンゲン                       | カイザーシュトゥールシュタディオン                             | 4,000    | 13位                                                                       |
| FC-アストリア・ヴァルドルフ （FC-Astoria Walldorf e.V.）                                      | ヴァルドルフ                       | シュタディオン・イム・ディートマール＝ホップ＝シュポルトパルク | 5,000    | 14位                                                                       |
| FC 08フィリンゲン （Fußball-Club 1908 Villingen e.V.）                                        | フィリンゲン                       | MS-テクノロジー・アレーナ                                      | 12,000   | オーバーリーガ・バーデン＝ヴュルテンベルク1位                              |
| FCギーセン （FC Gießen 1927 Teutonia/ 1900 VfB e.V.）                                         | ポールハイム                       | ヴァルトシュタディオン・ギーセン                               | 4,999    | ヘッセンリーガ1位                                                          |
| SVアイントラハト・トリーア （SV Eintracht Trier 05 e.V.）                                     | トリーア                           | モーゼル・シュタディオン                                       | 10,256   | オーバーリーガ・ラインラント＝プファルツ/ザール1位                         |
| 1.ゲッピンガーSV （1. Göppinger Sportverein 1895 e.V.）                                       | ゲッピンゲン                       | シュタディオン・ホーエンシュタウフェンシュトラーセ             | 4,500    | オーバーリーガ・バーデン＝ヴュルテンベルク2位 昇格プレーオフ勝利により昇格 |

## 歴代優勝クラブ
- 2012-13：KSVヘッセン・カッセル
- 2013-14：SGゾネンホフ・グロースアスパッハ
- 2014-15：キッカーズ・オッフェンバッハ
- 2015-16：SVヴァルトホーフ・マンハイム
- 2016-17：SVエルフェアスベルク
- 2017-18：1.FCザールブリュッケン
- 2018-19：SVヴァルトホーフ・マンハイム
- 2019-20：1.FCザールブリュッケン
- 2020-21：SCフライブルクⅡ（ドイツ語版）
- 2021-22：SVエルフェアスベルク
- 2022-23：SSVウルム1846
- 2023-24：VfBシュトゥットガルトII